# Heinrich Lanz AG
Pour les articles homonymes, voir Lanz.

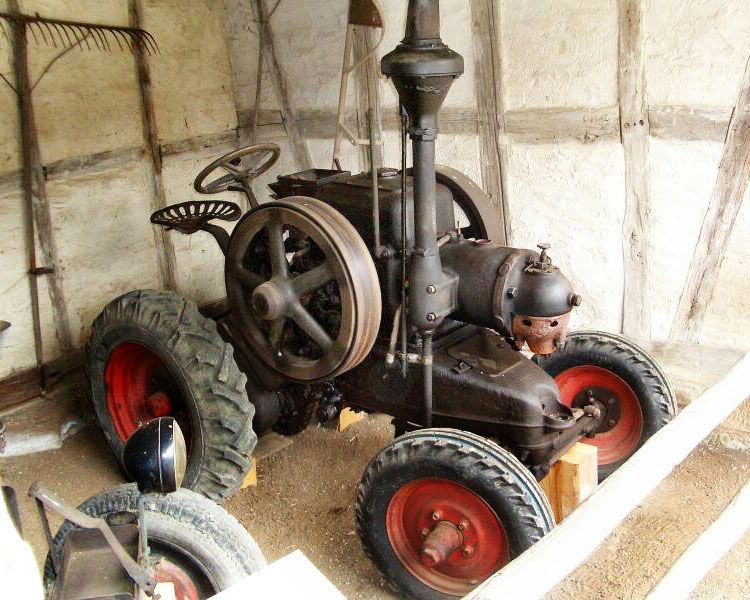
Tracteur Lanz Bulldog 1928 : outre la fonction de tracteur, le rattachement d'une poulie au large volant latéral permettait au moteur d'actionner une batteuse.

Heinrich Lanz AG était un constructeur allemand de machines agricoles situé à Mannheim. La société et sa marque LANZ ont été rachetées en 1956 par le fabricant américain John Deere.

## Histoire

### de 1859 à 1918
Après l'entrée de Heinrich Lanz dans l'entreprise paternelle à Mannheim, la société se consacra d'abord à l'importation et à la réparation de machines agricoles, comme par exemple des machines à couper le fourrage ou des moissonneuses-lieuses. Plus tard l'entreprise se lança dans la fabrication de ses propres produits et en 1878 elle a construit ses premières locomobiles ainsi que des ramasseuses-presses.

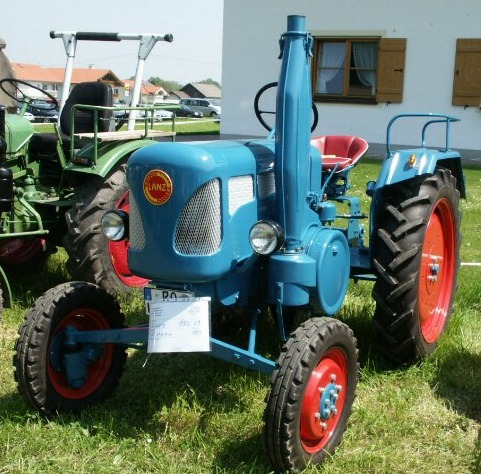
Tracteur Lanz Bulldog de 1955

À cette époque les machines fabriquées par Lanz se virent remettre de nombreux prix sur des foires européennes. Et, après avoir commencé la fabrication d'une moissonneuse à vapeur mue par une locomobile, la part des produits d'importation, constitués jusqu'alors essentiellement de moissonneuses anglaises, baissa de plus en plus. La société Lanz devint alors le plus grand constructeur de machines agricoles sur le continent européen et employa plus de mille ouvriers.
En 1885 le millième ensemble de moissonnage à vapeur est vendu, et à partir de 1887 toutes les machines Lanz sont équipées de protections afin d'éviter les accidents, ce qui fait de cette entreprise une pionnière dans le domaine de la sécurité. Entre 1888 et 1899 suivent des agrandissements constants de l'usine ainsi que le développement de produits supplémentaires.
Lors de l'exposition universelle de 1900 à Paris, la société Lanz a déjà à son actif quarante années de succès durant lesquelles elle a vendu :
- plus de 10 000 locomobiles pour l'agriculture et l'industrie
- 7 000 grandes moissonneuses et plus de 120 000 de taille plus petite
- 180 000 machines pour la préparation du fourrage
- 60 000 moulins à traction animale pour 1 à 6 chevaux
- 16 000 machines diverses

Heinrich Lanz décède le 1er février 1905 et a légué une entreprise qui comptait alors près de 3 000 employés qui produisaient 900 ensembles de moissonnage à vapeur et 1 400 locomobiles par an. Son fils, le docteur Karl Lanz, a alors repris la société et est parvenu à fabriquer des moissonneuses de plus en plus puissantes et performantes qui figuraient alors parmi les meilleures au monde.
En 1907 la 20 000e locomobile est fabriquée et depuis 1859 ce sont plus de 550 000 machines au total qui quittent l'usine.
Lors du cinquantenaire de l'entreprise, en 1909, la barre des 4 000 employés est déjà dépassée et, un an plus tard, lors de l'exposition universelle de Bruxelles, Lanz présente la plus grande locomobile au monde d'une puissance de 1 000 chevaux et qui est récompensée par trois médailles d'or.
En 1911 Lanz signe un contrat avec Johann Schütte pour la construction de ballons dirigeables dont 22 exemplaires sont construits sous la marque Schütte-Lanz.
Durant la Première Guerre mondiale l'entreprise perd beaucoup d'employés, envoyés au front : en 1918 ne restent que 3 800 ouvriers contre 5 000 en 1914. La société produit plusieurs types de tracteurs d'artillerie, dont le "Lanz 80 SP" et le "Lanz 120 SP", ce dernier pouvant tracter les plus lourdes pièces d'artillerie de l'époque, hormis les "Pariser Kanonen"...

### de 1918 à 1945

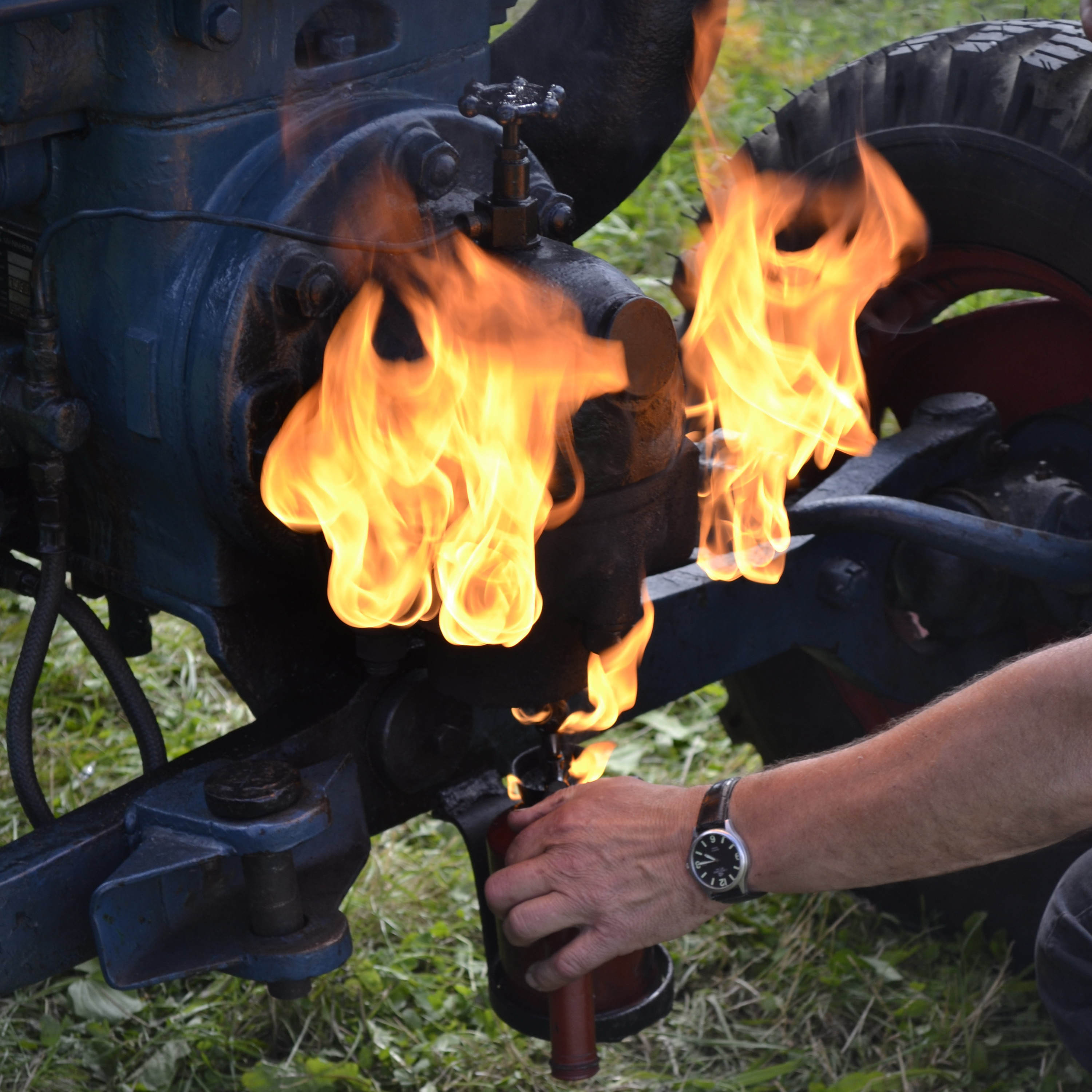
Démarrage d'un moteur semi-diesel à deux temps à boule chaude à l'aide d'une lampe de chauffe sur un tracteur Lanz Bulldog HM.

Après la mort de Karl Lanz, décédé en 1921 à l'âge de seulement 48 ans, l'ingénieur Fritz Huber a présenté un nouveau moteur à allumage à cloche incandescente, ou "boule chaude" (Glühkopfzündung). Ce moteur a équipé le premier tracteur Lanz Bulldog. Le modèle suivant, un Bulldog type HP lancé en 1923, avait les quatre roues motrices et une direction articulée, ce qui en faisait une machine techniquement très en avance sur son temps.
Mais les Bulldog types HL et HP revenaient trop chers à la production entre 1924 et 1929, des années de récession économique mondiale. Ils ont été remplacés par le type HR, plus économique à produire, et qui allait devenir le produit standard de la marque durant plusieurs années.
Mais le développement de machines agricoles diverses se poursuivit également. Ainsi, en 1929, fut présenté la Stahl-Lanz, la première moissonneuse-batteuse construite entièrement en acier (stahl en allemand). Au début des années 1930 le pneumatique fut progressivement introduit et à partir de 1934 on proposa également des Bulldog chenillés.
L'entreprise Lanz fut durement touchée durant la Seconde Guerre mondiale, période durant laquelle l'usine a été détruite à 90 %. Mais l'activité continua en assemblant des Bulldog à partir de pièces de rechange et en réparant des machines.

### de 1945 jusqu'au rachat par John Deere
Entre 1946 et 1951 on continua à produire des Lanz à cloche incandescente, mais ce type de moteur était devenu obsolète et, de plus, consommait trop de carburant. Le tracteur de transport Lanz Alldog fut proposé à la vente mais, malgré une conception révolutionnaire, son moteur présentait encore de nombreux défauts de jeunesse et sa commercialisation se transforma en échec.
Des Bulldog semi-Diesel furent commercialisés à partir de 1952. Ils étaient équipés d'un modèle intermédiaire de moteur, aussi appelé moteur à pression d'injection moyenne, qui atteignait un très bon niveau de consommation. Mais le défaut principal qui caractérisait le moteur monocylindre deux-temps était d'engendrer d'importantes vibrations qui étaient de moins en moins acceptées par les utilisateurs. Ceux-ci avaient désormais une préférence pour les moteurs Diesel multicylindres au fonctionnement plus régulier et plus calme proposés par la concurrence.
En 1953 le 150 000e Bulldog fut livré, un an plus tard la première moissonneuse-batteuse automotrice MD240S fut proposée à la vente et à partir de 1955 Lanz équipa tous les Bulldog avec des moteurs Diesel monocylindres deux temps.
Jusqu'en 1956 ce ne sont pas moins de 200 000 Bulldog qui avaient été construits et, durant cette même année 1956, la société américaine "John Deere" est devenue l'actionnaire majoritaire de "Heinrich Lanz AG". L'année suivante le dernier Bulldog, le modèle D4016 d'une puissance de 40 ch, a vu le jour. En 1958 la couleur bleu et rouge traditionnelle des engins fabriqués par Lanz fut abandonnée au profit du jaune et vert de John-Deere. Les premiers tracteurs modernes à moteurs Diesel multicylindres furent développés ensuite et, en 1960, le nom de la société, jusqu'alors nommée Heinrich Lanz AG Mannheim, fut changé en John Deere Lanz AG. La production des Bulldog prit fin et les tracteurs John Deere (Lanz) remplacèrent peu à peu l'intégralité de la gamme des Bulldog. Pendant une courte durée le nom de Lanz apparaissait encore sur les produits sous la dénomination "John Deere Lanz" avant de disparaître complètement après une histoire d'entreprise de plus de 100 ans.

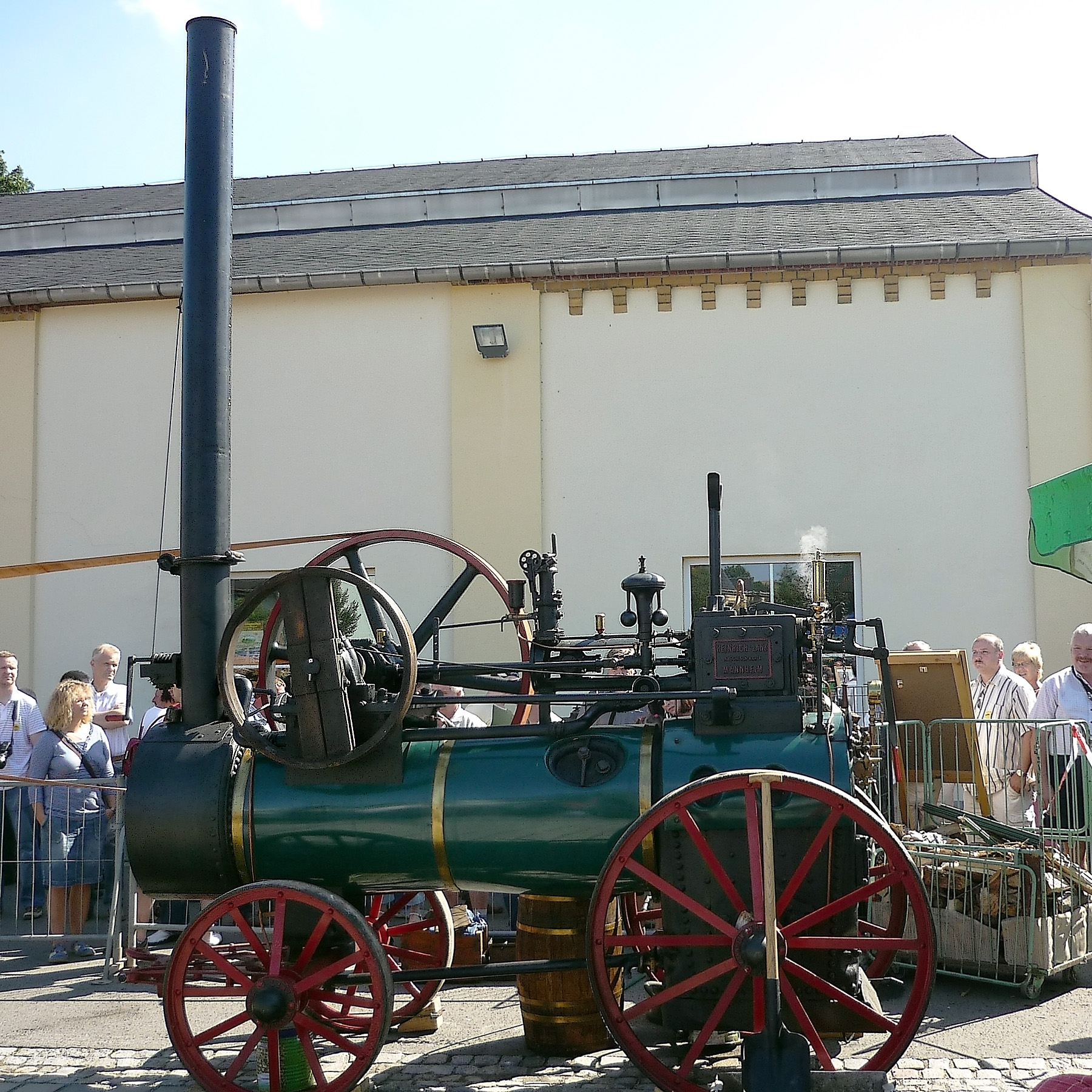
Locomobile à vapeur Lanz de 1911.
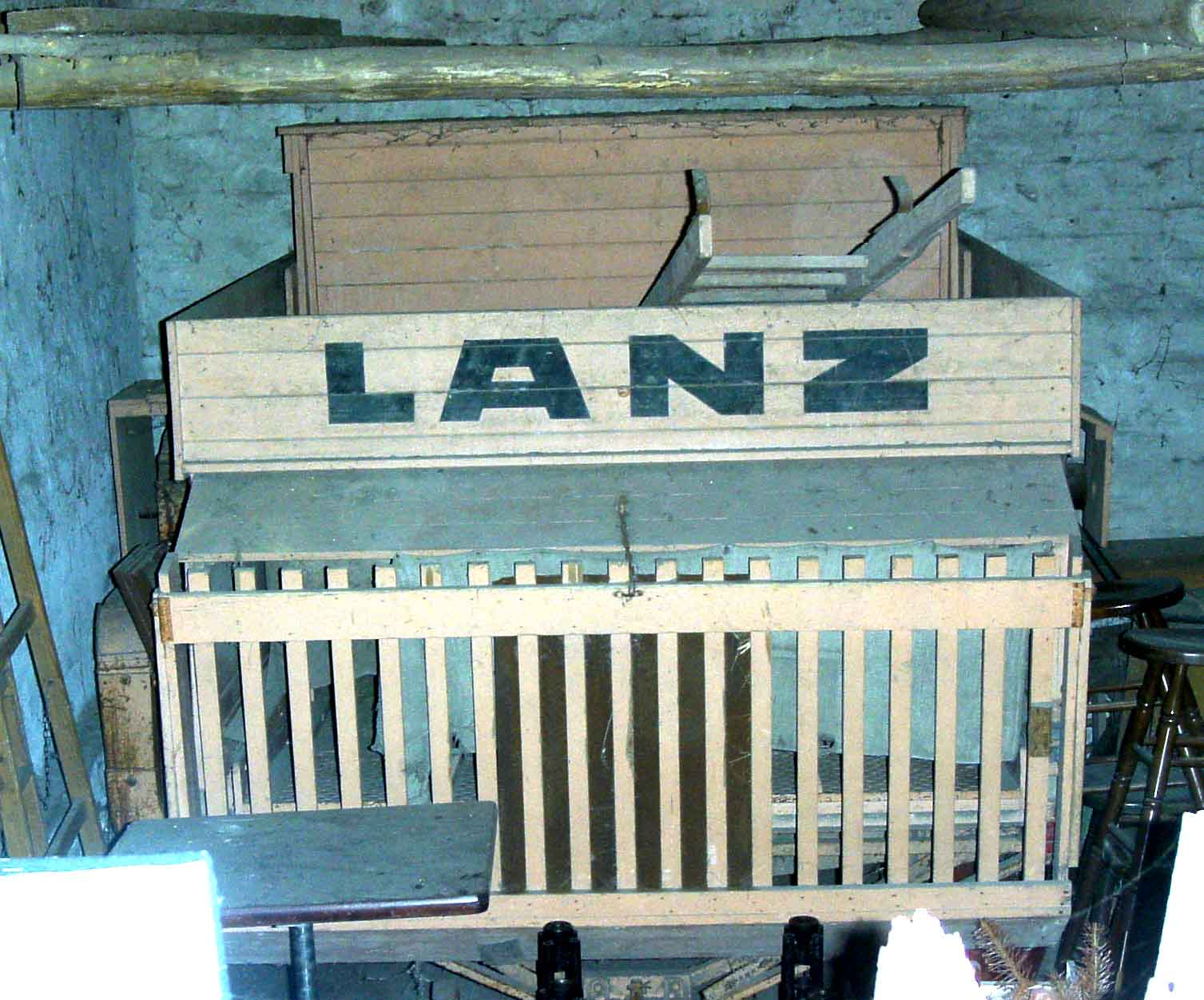
Batteuse Lanz
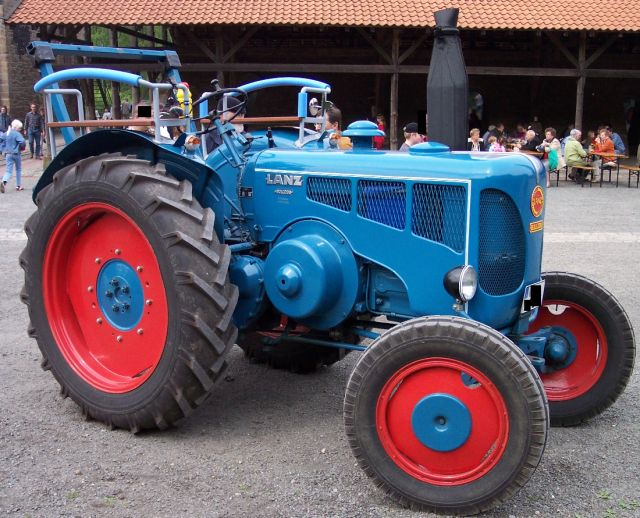
Lanz Bulldog D4016
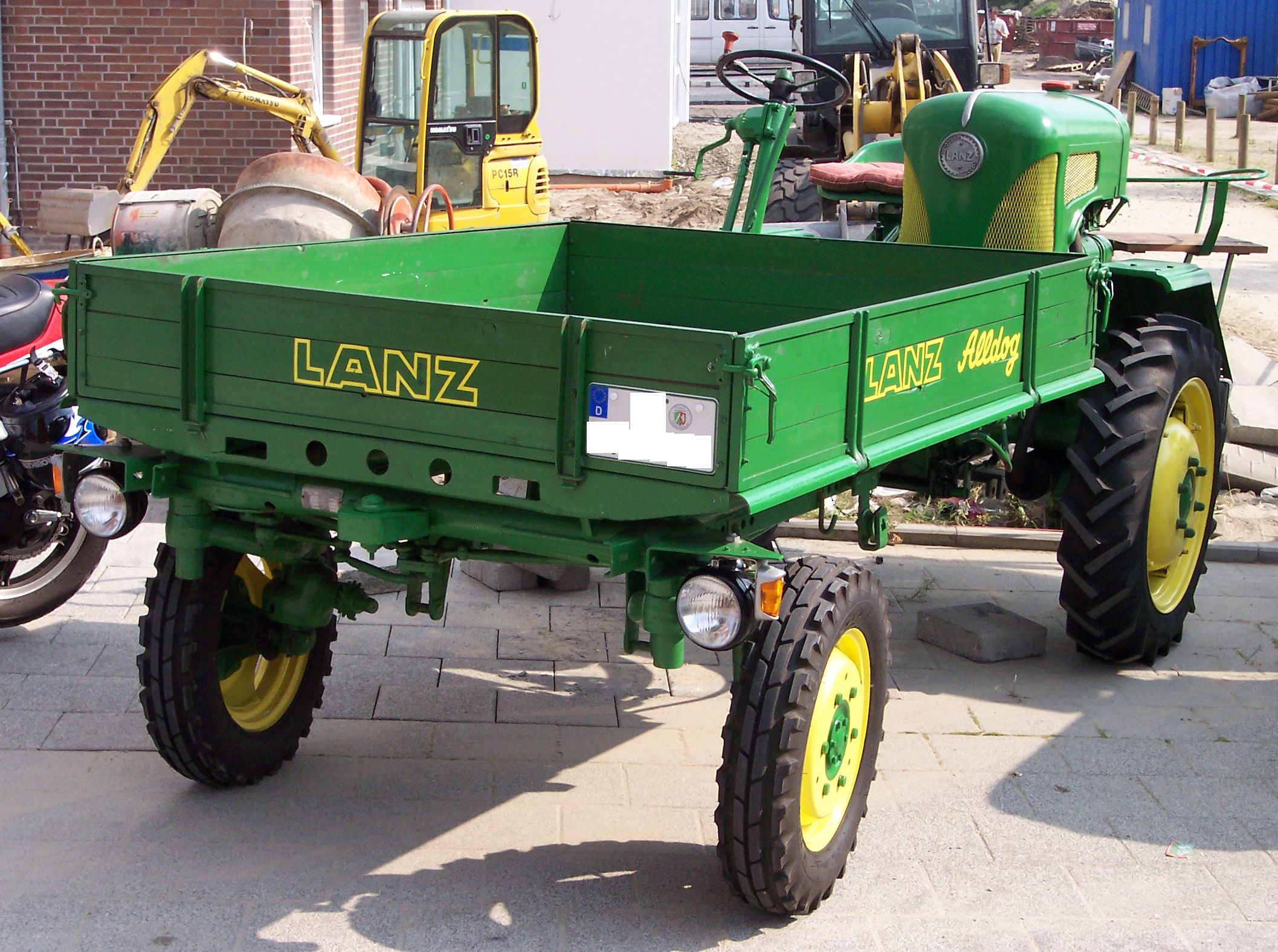
Lanz Alldog
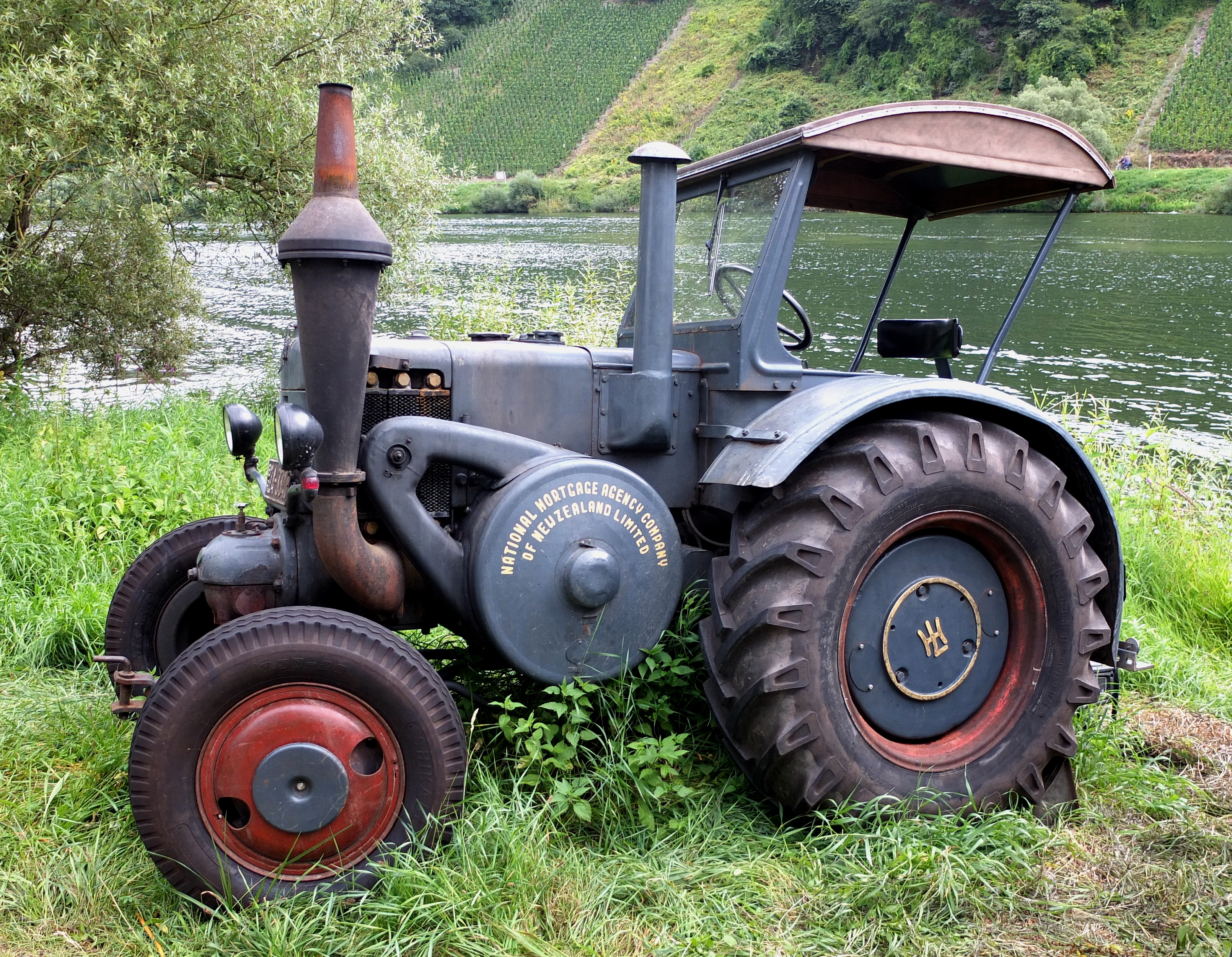
Un ancien Lanz Bulldog aperçu en 2016 à Kröv lors d'un meeting.